# Schneidenbach (Reichenbach)
Schneidenbach ist ein Ortsteil der Großen Kreisstadt Reichenbach im Vogtland im Vogtlandkreis (Freistaat Sachsen). Er wurde am 1. Januar 1999 eingemeindet.

## Geografie

### Lage

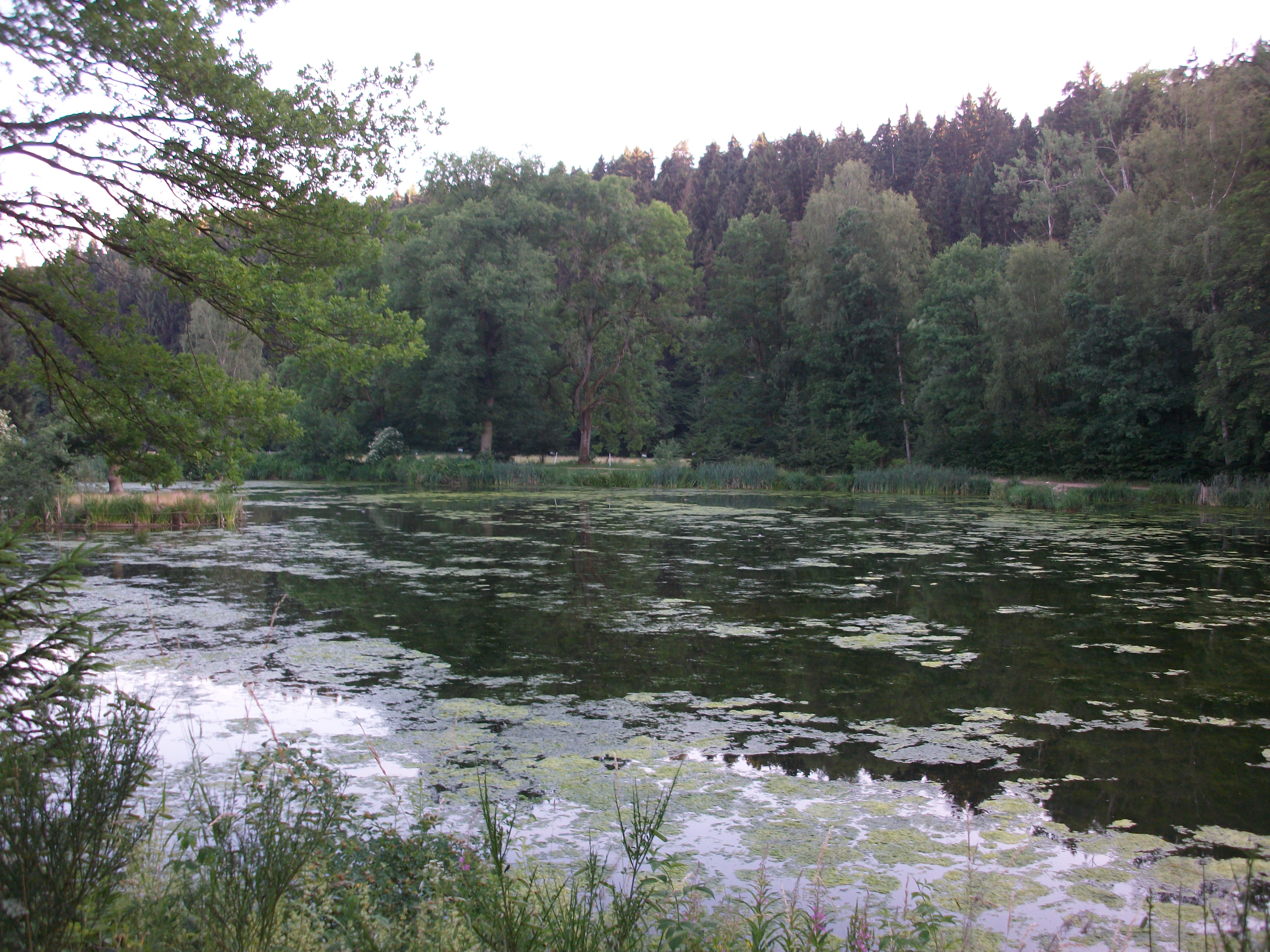
Käppels Floßteiche im mittleren Göltzschtal bei Schneidenbach

Schneidenbach ist der südlichste Ortsteil der Stadt Reichenbach im Vogtland. Er liegt im Osten des Naturraumes Vogtland im sächsischen Teil des historischen Vogtlands. Der durch den Ort fließende Schneidenbach mündet westlich des Orts in die Göltzsch. Nördlich der Mündung liegt die Bünaumühle in Schneidenbacher Flur. Ihr gegenüber liegt die zur Gemeinde Limbach gehörige Siedlung Mühlwand. Westlich von Schneidenbach befindet sich im Tal der Göltzsch die zum Ort gehörige Siedlung „Jägerhaus“, in dessen Nähe sich der einstige „Haltepunkt Schneidenbach“ befand. Unweit der Siedlung befinden sich mehrere Floßteiche.

### Nachbarorte
| Rotschau | Reichenbach                                 | Unterheinsdorf |
| Mühlwand | Kompassrose, die auf Nachbargemeinden zeigt | Schönbrunn     |
| Buchwald | Weißensand                                  | Wolfspfütz     |

## Geschichte

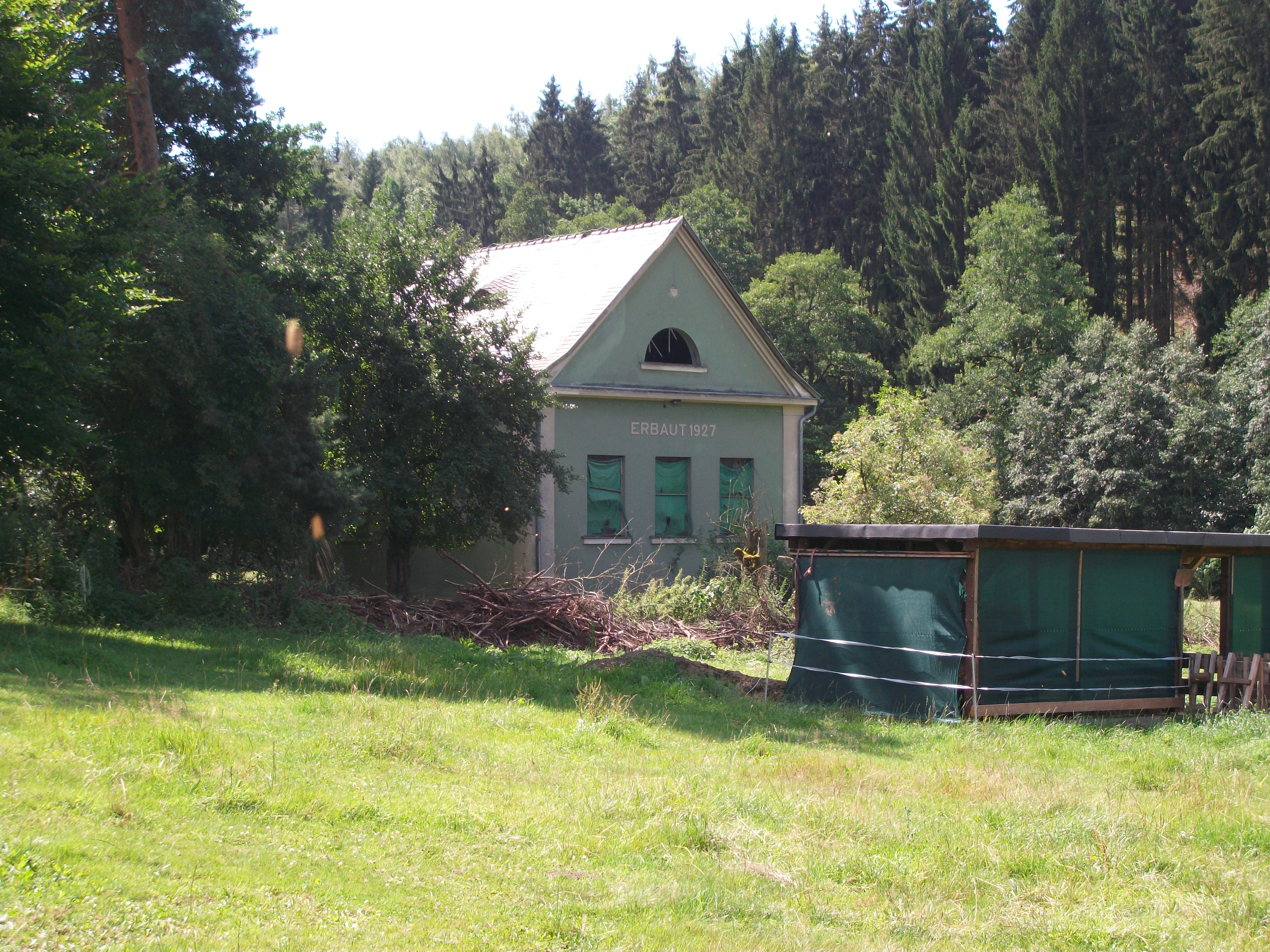
Schneidenbach, Kraftwerk Schotenmühle (2017)

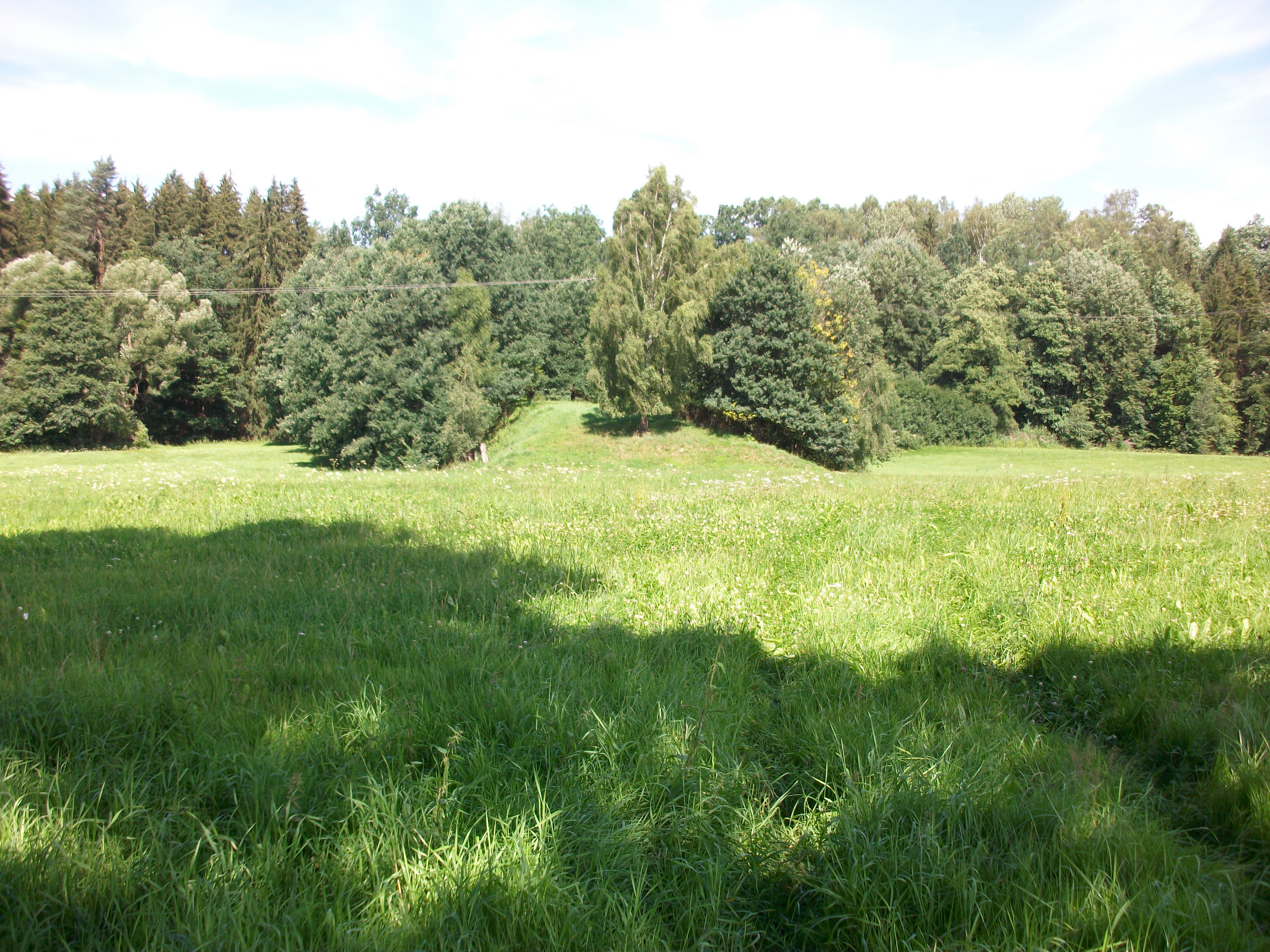
Bahndamm beim ehem. Haltepunkt Schneidenbach (2017)

Schneidenbach entstand gegen Ende des 12. Jahrhunderts als fränkisches Waldhufendorf am Rande des sorbischen Siedlungsgebiets um die Burg Mylau. Die Siedlungsstruktur mit den für den Ort typischen Weggabelungen ist bis in die Gegenwart erhalten geblieben. Der Ort wurde als „villa Sneytenbach“ erstmals im Jahr 1292 urkundlich erwähnt. Der Name des Dorfs geht auf das mittelhochdeutsche Wort „sneite“ zurück, was „Scheide“ oder „Grenze“ bedeutet. Dieser Grenzbach war vermutlich die westlich des Orts verlaufende Göltzsch. Zu dieser Zeit war diese die Grenze zwischen der Herrschaft Mylau, zu der Schneidenbach gehörte, und einem Waldgebiet, das zum Herrschaftsgebiet der Burg Elsterberg gehörte. Im Mittelalter bestand der Ort aus rund zwei Dutzend Bauerngütern.
Die Grundherrschaft über Schneidenbach war bis ins 19. Jahrhundert zwischen den Rittergütern Netzschkau und Mylau geteilt. Schneidenbach gehörte bis 1856 zum kursächsischen bzw. königlich-sächsischen Amt Plauen. 1856 wurde der Ort dem Gerichtsamt Reichenbach und 1875 der Amtshauptmannschaft Plauen angegliedert.
Im Tal der Göltzsch westlich von Schneidenbach existierten bis ins 19. Jahrhundert mehrere Mühlen. Die „Rösenmühle“, auf deren Standort sich heute das „Kraftwerk Schotenmühle“ befindet, wurde im Jahr 1496 als „Rossmühle“ erwähnt. Um 1650 wird ein Stauwehr erwähnt, welches sich 300 Meter oberhalb der Mühle befand und diese mit Wasser versorgte. Um 1700 vollzog sich der Wandel von einer Getreidemühle zu einer Walkmühle für die Reichenbacher Tuchmacher. Nach 1800 wurde der Mühlenbetrieb eingestellt. Das Anwesen diente nur noch als Gutshof. Um 1840 brannte das Mühlengut nieder. 150 Meter östlich der Rösenmühle stand bis 1896 die „Schotenmühle“. Sie wurde im 15. Jahrhundert erstmals erwähnt und war zunächst eine Hammermühle, d. h. sie wurde als Schmiede genutzt. Später diente die Schotenmühle als Mahl-, Säge- und vermutlich auch als Farbmühle für den Mühlwander Alaunschiefer. Danach wurde sie als Walkmühle von den Lengenfelder Tuchmachern genutzt, während die benachbarte Rösenmühle den Reichenbacher Tuchmachern vorbehalten war. Nachdem die Stadt Mylau im Jahr 1892 das Rittergut Mylau mit der Burg Mylau und den dazugehörigen Ländereien erworben hatte, kamen auch die Grundstücke der Rösen- und der Schotenmühle auf Schneidenbacher Flur in ihren Besitz. Die Schotenmühle wurde verpachtet und 1895 außer Betrieb genommen. Im folgenden Jahr 1896 brannte sie ab. Einzig das dazugehörige Teichwärterhaus der Walkmühle blieb erhalten und wird in der Gegenwart als Ferienhaus genutzt. Zur Energieversorgung der Stadt Mylau errichtete die Kommune im Jahr 1894 auf dem Gelände der ehemaligen Rösenmühle ein Wasserkraftwerk. Dieses wurde 1927 erneuert und 1976 außer Betrieb genommen. Das Krafthaus ist am Standort noch vorhanden.
Mit der Eröffnung des ersten Teilstücks der Bahnstrecke Lengenfeld–Göltzschtalbrücke erhielt Schneidenbach im Jahr 1903 Bahnanschluss. Der Haltepunkt Schneidenbach  befand sich westlich des Orts nahe der Siedlung „Jägerhaus“ im Tal der Göltzsch und wurde erst mit der Eröffnung der Gesamtstrecke im Jahr 1905 in Betrieb genommen. Nach der Stilllegung der Station im Jahr 1957 wurde die hölzerne Wartehalle in den Ort umgesetzt, wo sie bis zu ihrem Abriss im Jahr 1994 am Ortsausgang in Richtung Weißensand als Buswartehäuschen diente.
Durch die zweite Kreisreform in der DDR kam die Gemeinde Schneidenbach im Jahr 1952 zum Kreis Reichenbach im Bezirk Chemnitz (1953 in Bezirk Karl-Marx-Stadt umbenannt), der ab 1990 als sächsischer  Landkreis Reichenbach fortgeführt wurde und 1996 im Vogtlandkreis aufging. Im Jahr 1970 wurde die im Jahr 1910 erbaute Schule des Orts geschlossen. Danach gingen die Kinder in Rotschau zur Schule. Zwischen 1960 und 1990 existierte in Schneidenbach die LPG „Gesegnetes Land“.
Am 1. Januar 1999 wurde Schneidenbach in die Stadt Reichenbach im Vogtland eingemeindet.  Das neue Ortsteilzentrum wird von mehreren Vereinen und der Freiwilligen Feuerwehr Reichenbach genutzt.

## Verkehr
Nordöstlich von Schneidenbach verläuft die Bundesstraße 94, über welche die Auffahrt „Reichenbach“ der Bundesautobahn 72 erreicht wird.
Zwischen 1905 und 1957 hatte Schneidenbach einen Haltepunkt an der Bahnstrecke Lengenfeld–Göltzschtalbrücke.
Schneidenbach ist mit der TaktBus-Linie 89 des Verkehrsverbunds Vogtland zweistündlich mit Reichenbach und Lengenfeld verbunden. Diese Linie bietet am Roßplatz in Reichenbach Anschluss zum Rendezvous-Knoten auf dem Postplatz und besitzt damit Anschlüsse in die ganze Stadt. Ab Lengenfeld verkehrt die Linie weiter nach Waldkirchen.

## Sehenswürdigkeiten
- „Käppels Floßteiche“ im Göltzschtal[9]
- asphaltierter Radweg auf der ehemaligen Trasse der Bahnstrecke Lengenfeld–Mylau[10]